# Sangue sulla terra
Sangue sulla terra è un film del 1966 diretto da Vassili Georgiades. Fu candidato all'Oscar al miglior film straniero.

## Riconoscimenti
- Premio Oscar
  - Candidatura all'Oscar al miglior film straniero